# سد مونتیسلو
سد مونتیسلو(به انگلیسی: Monticello Dam) یک سد در شهرستان ناپا، کالیفرنیا، ایالات متحده آمریکا است که بین سال‌های ۱۹۵۳ و ۱۹۵۷ میلادی ساخته شده‌است.
دریاچه پشت این سد بریسا نام دارد که دومین دریاچه بزرگ کالیفرنیا است.
علت شهرت این سد نیز یک حفره بزرگ در دریاچه پشت سد است که در صورتی که ارتفاع آب از مقدار معینی بیشتر شود داخل این حفره می‌ریزد.
قطر این حفره ۷۲ فوت است.
در این سد یک نیروگاه برای تولید برق نیز وجود دارد.
گنجایش این سد dam۳ ۱۹۷۶۰۰۰ است.

## نگارخانه

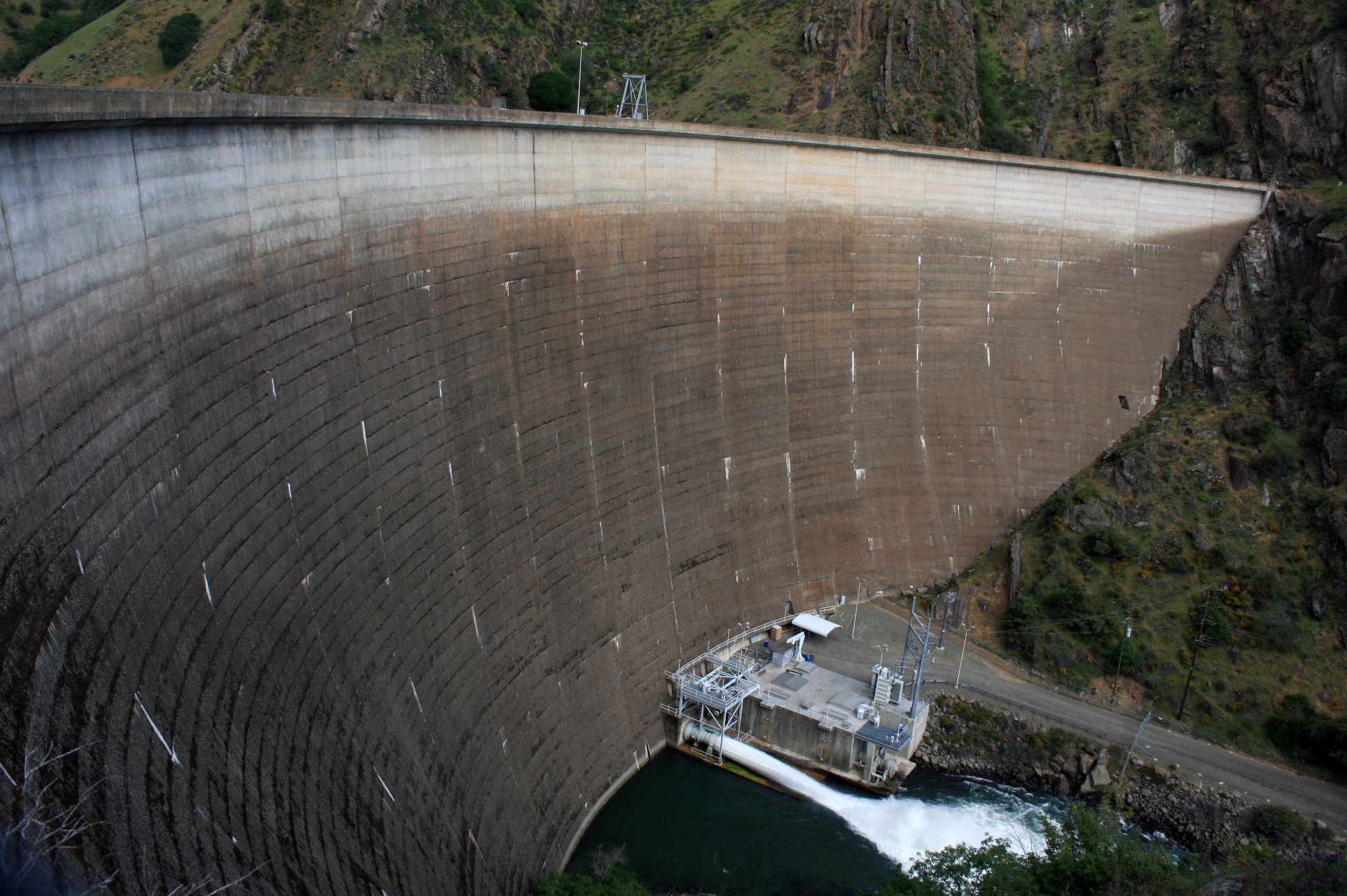